# IC 2804
IC 2804 — галактика типу Sc (компактна спіральна галактика) у сузір'ї Лев.
Цей об'єкт міститься в оригінальній редакції індексного каталогу.